# Sideroxylon eucoriaceum
Sideroxylon eucoriaceum är en tvåhjärtbladig växtart som först beskrevs av Cyrus Longworth Lundell, och fick sitt nu gällande namn av Terence Dale Pennington. Sideroxylon eucoriaceum ingår i släktet Sideroxylon och familjen Sapotaceae. IUCN kategoriserar arten globalt som sårbar. Inga underarter finns listade i Catalogue of Life.